# Nasr al Omr
Naṣr al-ʿOmr (al-Maridisiyya, 1952) è una personalità religiosa saudita.

## Biografia
Lo sceicco Naṣr bin Sulaymān bin Muḥammad al-ʿOmr appartiene alla tribù dei Banū Khālid, assai nota perché traccia le sue origini niente meno che a Khalid ibn al-Walid, un makhzumita dei Quraysh di Mecca, affermatosi per essere stato il miglior generale arabo del suo tempo, tanto da essere soprannominato (una volta convertitosi all'Islam) "la Spada di Dio" (Sayf al-islām).
Lo sceicco al-ʿOmr è nato nel 1952 (anno 1373 del calendario islamico) nel villaggio di Maridisiyya, vicino alla città di Burayda, nella provincia di al-Qaṣīm. Ha studiato al Liceo scientifico di Riad prima di iscriversi all'Università locale, nella facoltà di Giurisprudenza.
Ha seguito nel 1979 i corsi svolti nell'Università Islamica Muhammad Ibn Sa'ud (Facoltà di Teologia - Dipartimento di Scienze del Corano) e nel 1984 ha conseguito nel medesimo ateneo un dottorato, diventando così assistente. Nel 1989 è stato nominato professore associato e nel 1993 professore ordinario.
Lo sceicco Naṣr al-ʿOmr è conosciuto per la sua opera di proselitismo in favore dell'Islam sunnita salafita e per il suo impegno ufficiale contro l'estremismo e il fanatismo, ma questo non gli ha impedito di essere arrestato in patria e di essere detenuto per circa 4 anni, malgrado l'assenza di uno specifico capo d'imputazione, unitamente a un certo gruppo di ʿulamāʾ e di studenti della cosiddette "scienze religiose" (ʿulūm dīniyya), probabilmente considerati pericolosi per la loro attività di daʿwa (lett. "richiamo all'Islam", ma termine usato per indicare l'opera di re-islamizzazione di  credenti diventati "tiepidi" nei confronti della loro fede originaria).

## Le conferenze
Esistono più di 100 video registrati di conferenze da lui svolte su vari temi d'interesse religioso, tra cui una sua esegesi del Corano (tafsīr).